# Басманни район
Басманни район е административен район на Централен окръг в Москва. Населението на района към 1 януари 2018 г. е 110 146 души.